# Emigrate (album)
Emigrate – debiutancki album zespołu Emigrate wydany 31 sierpnia 2007 roku.

## Lista utworów
1. „Emigrate” – 4:07
2. „Wake Up” – 3:37
3. „My World” – 4:18
4. „Let Me Break” – 3:35
5. „In My Tears” – 4:34
6. „Babe” – 4:37
7. „New York City” – 3:28
8. „Resolution” – 3:42
9. „Temptation” – 4:13
10. „This Is What” – 4:38
11. „You Can’t Get Enough” – 4:03
12. „Blood” – 3:34 (Limited Edition)
13. „Help Me” – 3:15 (Limited Edition)

## Twórcy
- Richard Kruspe – gitara elektryczna, gitara prowadząca, wokal
- Olsen Involtini – gitara elektryczna, gitara rytmiczna, chórki
- Arnaud Giroux – gitara basowa, chórki
- Henka Johansson – perkusja